# 乔治·桑普森
喬治·威廉·桑普森（英語：George William Sampson，1993年6月29日)—），是英國沃林頓的一個跳街舞的舞蹈家；在2008年「英國達人」的選秀節目中獲得冠軍，他當時只有14歲。他獲取電視台的獎品有：100,000英鎊和在2008年在皇室成員面前演出。在獲得英國達人贏得冠軍之前，喬治參加美國街舞組織的2007年世界街舞錦標賽，他在這個比賽中取得了曼徹斯特地區13-18年齡組單人舞冠軍，並最終奪得了全國總決賽的13-18年齡組單人舞冠軍．

## 個人背景
他的母親Lesley害怕喬治會沒有自信，所以Lesley便叫喬治去跟他的姐姐學跳舞。他起初十分不喜歡跳舞，並且他說他被迫學習跳舞；但是當他在街上跳舞時，得到路人的歡迎......但之後，喬治的媽媽卻表示再沒有任何金錢再讓他學習跳舞，他十分失望，所以喬治便返回家鄉表演跳街舞，籌集更多金錢去應付跳舞課程。自此，他時常都會在曼徹斯特市中心被途人發現他的蹤影，並吸引大批群眾。此外，喬治的父母Brian和Lesley於他10歲時離婚，所以他的姊妹Chelsea和Emily與父親同住。喬治則和Rosie與Luke跟他的母親一同居住。

## 英國達人
2007年，喬治參加選秀節目《英國達人》 （Britain's Got Talent），他以精湛的舞技，天使般純淨燦爛的笑容，瞬間征服了觀眾，獲得了三個評委的肯定，但最後卻由於評委之間意見的不統一而最終止步半決賽。這次挫折並沒有擊退他對舞蹈的熱愛和對夢想的追逐，於是，第二年捲土重來，決賽時以充滿創意，精彩絕倫的史詩般的《雨中曲》征服了所有人．評委，西蒙·高維爾（Simon Cowell）曾經評價他說「去年我說你是一個了不起的人，今年，我不會這麼說了．我要說，你是一個卓越不群的人。2008年喬治在「英國達人」上說去年沒能進半決賽，但是我認為比賽還沒有結束，我要再努力一次，去年我成長了，現在我變得更加強大．媽媽一直為我遮風擋雨，她給了我力量，為了她，我要再努力一次．這次是我報答她的好機會．最終他贏得2008年《英國達人》（Britain's Got Talent）總冠軍，獲得十萬英鎊，並且參加第八十屆英國皇家匯演，為英國女王伊麗莎白二世及王室成員表演．

## 作品

### 單曲
| 推出日期      | 專輯名稱                           |
| ------------- | ---------------------------------- |
| 2008年12月1日 | Get Up on the Dance Floor/Headz Up |

### DVDs
| 推出日期'     | 專輯名稱           |
| ------------- | ------------------ |
| 2008年12月1日 | Access 2 All Areas |

### 未出碟歌曲
- Candy Girl
- Body Language

## 健康問題
喬治患有罕見的脊椎病，醫生建議他不要再跳舞了，並警告說繼續跳舞很可能導致他終身癱瘓......就在2007聖誕前他為了緩解背部疼痛接受了一些類似按摩之類的手段，結果影響到了脊椎神經並影響到視神經，導致右眼暫時失明了兩個月。喬治對太陽報說儘管背部火辣辣的疼痛難忍可他首先還是更擔心視力恢復，甚至擔心會最終失明．背部神經影響到了視覺神經，我失去了所有的協調能力，所以很難跳舞，因為我沒有了平衡，我不斷撞擊到一切，但是他沒有放棄，也沒有聽從醫生，而是堅持跳舞，他說現在沒有什麼能阻止他繼續跳舞。他也承認，如果以後感到眼睛疼的話，就要立刻去醫院，因為那就是病情發展的徵兆。

## 外部連結
- George Sampson全球官方網站
- George Sampson的Facebook （页面存档备份，存于）
- George Sampson的Youtube （页面存档备份，存于）
- George Sampson的Twitter （页面存档备份，存于）
- George Sampson的MySpace （页面存档备份，存于）